# Newsham (North Yorkshire)
Newsham is een civil parish in het bestuurlijke gebied Richmondshire, in het Engelse graafschap North Yorkshire.